# Trialeurodes manihoti
Trialeurodes manihoti là một loài côn trùng cánh nửa trong họ Aleyrodidae, phân họ Aleyrodinae.
Trialeurodes manihoti được Bondar miêu tả khoa học đầu tiên năm 1923.